# Amyna flavirena
Amyna flavirena är en fjärilsart som beskrevs av Holloway 1979. Amyna flavirena ingår i släktet Amyna och familjen nattflyn. Inga underarter finns listade i Catalogue of Life.